# 德西島
51°36′N 10°12′W / 51.600°N 10.200°W
德西島是愛爾蘭的島嶼，位於大西洋海域，由科克郡負責管轄，長6.5公里、寬1.5公里，面積6.15平方公里，最高點海拔高度252米，主要經濟活動有農業，2011年人口僅3人。